# Martin Gschlacht

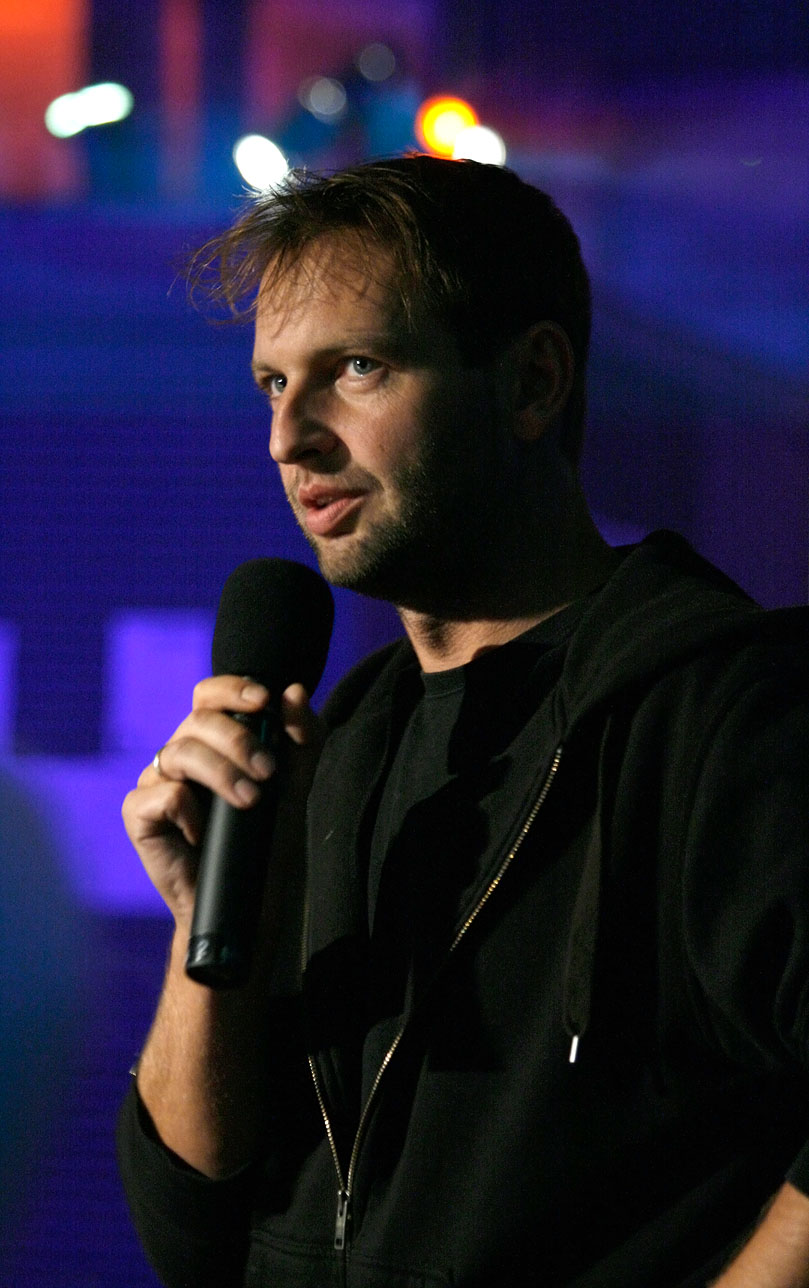
Martin Gschlacht (Viennale 2009)

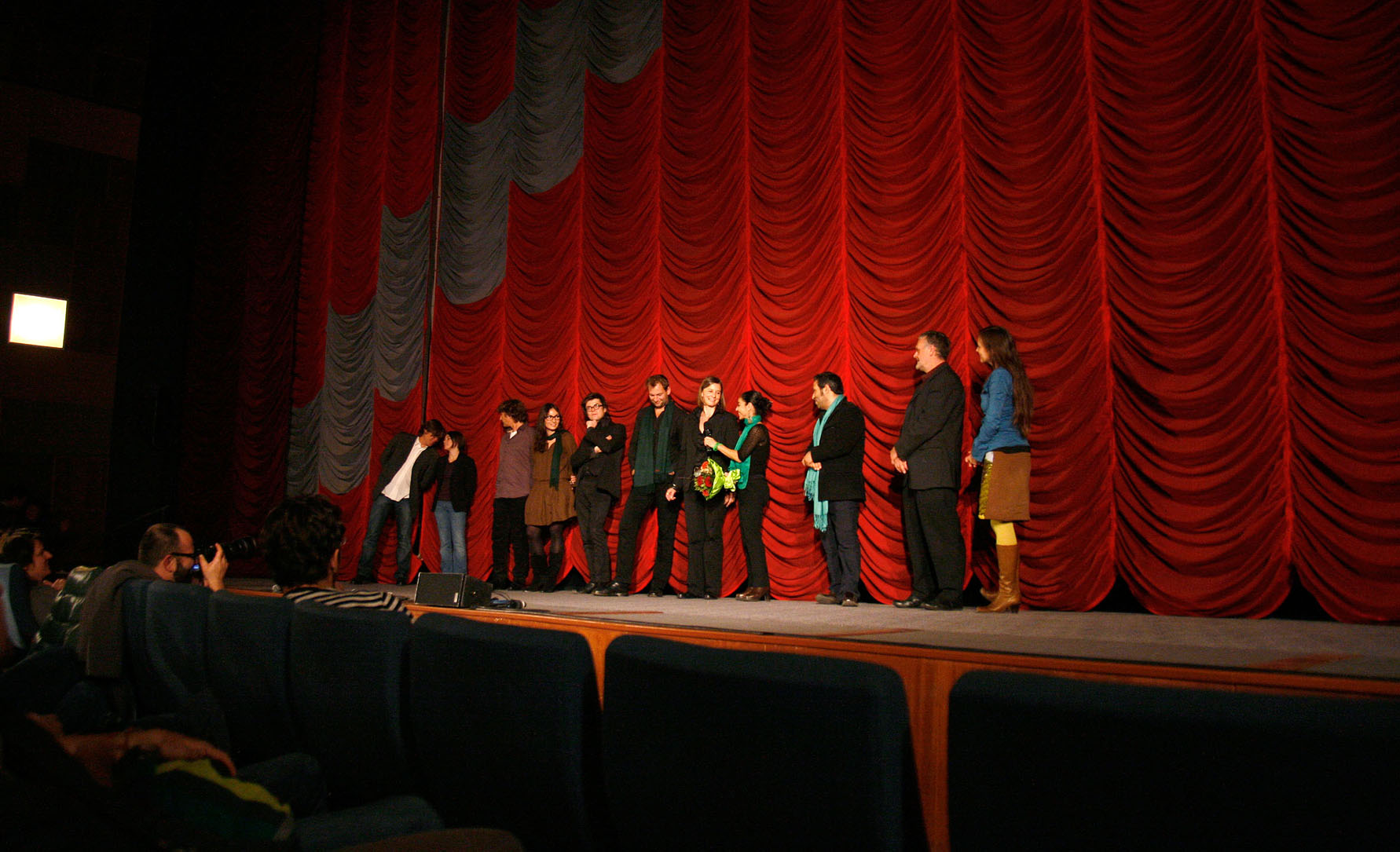
Martin Gschlacht mit Shirin Neshat, Shoja Azari und weitere Mitglieder des Filmteams (Vorführung von Women Without Men, Viennale 2009)

Martin Gschlacht (* 1969 in Wien) ist ein österreichischer Kameramann und Mitbegründer der Wiener Filmproduktionsgesellschaft coop99.

## Leben
Martin Gschlacht studierte Betriebswirtschaftslehre an der Wirtschaftsuniversität Wien, bevor er den Kameraassistentenlehrgang an der Graphische Lehr- und Versuchsanstalt in Wien absolvierte und als Kameramann für Musikvideos, Kurz- und Werbefilme aktiv wurde. Anschließend studierte er Kamera und Produktion an der Filmakademie Wien, wo er 1996 als Mag. art. abschloss. 1998 gründete er gemeinsam mit Valentin Hitz und Markus Wogrolly die Martin Gschlacht Filmproduktion, mit der sie einige Kurzfilme herstellten. 1999 gründete er mit den Regisseuren Barbara Albert, Antonin Svoboda und Jessica Hausner, die bereits an der Wiener Filmakademie zusammenarbeiteten und sich gut kannten, die Wiener Filmproduktionsgesellschaft coop99. Er ist aber weiterhin auch für andere Filmprojekte tätig. Seit 2008 unterrichtet er am Wiener filmcollege.
Im Wettbewerb der Internationalen Filmfestspiele von Venedig 2009 liefen gleich zwei Filme, bei denen Gschlacht für die Kameraarbeit verantwortlich war: Shirin Neshats Women Without Men und Jessica Hausners Lourdes.
Im Jahr 2009 hat Martin Gschlacht gemeinsam mit anderen österreichischen Filmschaffenden die Akademie des Österreichischen Films gegründet und gehört auch deren Vorstand an. Ende Juni 2023 wurde Gschlacht Mitglied der Academy of Motion Picture Arts and Sciences.

## Filmografie
Filmografie als Kameramann, sofern nicht anders angegeben:

### Spielfilme
- 1998: Ratrace (auch Produzent; Regie: Valentin Hitz)
- 1998: Kubanisch rauchen (Kameraassistenz; Regie: Stephan Wagner)
- 1999: Luna Papa (Regie: Bachtijor Chudoinasarow)
- 2001: Lovely Rita (auch Koproduzent;[3] Regie: Jessica Hausner)
- 2001: Spiel im Morgengrauen (Fernsehfilm, Regie: Götz Spielmann)
- 2003: Kaltfront (Regie: Valentin Hitz)
- 2003: Böse Zellen (auch Koproduzent; Regie: Barbara Albert)
- 2004: Europäische Visionen – Segment Mars (Regie: Barbara Albert)
- 2004: Hotel (auch Koproduzent; Regie: Jessica Hausner)
- 2004: Antares
- 2005: Spiele Leben (Regie: Antonin Svoboda)
- 2005: Zarin (Regie: Shirin Neshat)
- 2005: Schläfer (Koproduzent; Regie: Benjamin Heisenberg)
- 2006: Daniel Käfer und die Schattenuhr (Fernsehfilm; Regie: Julian Pölsler)
- 2006: Slumming (auch Koproduzent; Regie: Michael Glawogger)
- 2006: Fallen (Koproduzent; Regie: Barbara Albert)
- 2007: Immer nie am Meer (auch Koproduzent; Regie: Antonin Svoboda)
- 2007: Free Rainer (Koproduzent; Regie: Hans Weingartner)
- 2008: Revanche (Regie: Götz Spielmann)
- 2009: Women Without Men (Zanan bedun-e mardan, Regie: Shirin Neshat)
- 2009: Was du nicht siehst (Regie: Wolfgang Fischer)
- 2009: Lourdes
- 2011: Die Schatten, die dich holen (Fernsehfilm) – (Regie: Robert Dornhelm)
- 2011: Black Brown White (Regie: Erwin Wagenhofer)
- 2011: Atmen (Regie: Karl Markovics)
- 2012: Grenzgänger
- 2012: Die Wand
- 2013: Der Fall Wilhelm Reich (Regie: Antonin Svoboda)
- 2014: Ich seh Ich seh (Regie: Veronika Franz & Severin Fiala)
- 2014: Amour Fou (auch Koproduzent; Regie: Jessica Hausner)
- 2014: Der Vampir auf der Couch
- 2016: Stille Reserven
- 2016: Bergfried
- 2017: Teheran Tabu
- 2017: Auf der Suche nach Oum Kulthum (Looking for Oum Kulthum)
- 2018: Alpha
- 2019: Little Joe – Glück ist ein Geschäft (als Produzent)
- 2019: Wiener Blut
- 2020: Hochwald
- 2020: Letzter Kirtag
- 2022: Stadtkomödie – Der weiße Kobold (Fernsehreihe)
- 2022: Tatort: Das Tor zur Hölle
- 2022: Letzte Bootsfahrt (Fernsehfilm, als Produzent)
- 2023: Ingeborg Bachmann – Reise in die Wüste
- 2023: Club Zero (auch Produzent; Regie: Jessica Hausner)
- 2024: Des Teufels Bad (Regie: Veronika Franz & Severin Fiala)
- 2025: Happyland (Regie: Evi Romen)

### Dokumentarfilme
- 1994: Aktion K (Kameraassistenz; Regie: Bernhard Bamberger)
- 2003: Im Anfang war der Blick (Regie: Bady Minck)
- 2004: Darwins Alptraum (Darwin’s Nightmare, Koproduzent; Regie: Hubert Sauper)
- 2014: Im Keller (Regie: Ulrich Seidl)

### Kurzfilme
- 1992: Sushi (Regie: Stephan Wagner)
- 1992: Großwildjagd (Produzent; Regie: Stephan Wagner)
- 1995: Flora (Koproduzent; Regie: Jessica Hausner)
- 1996: Mah Jongg & Die Frisur des Paten (Regie: Antonin Svoboda)
- 1998: Inter-view (45 min, Regie: Jessica Hausner)
- 2000: Lighthouse (Regie: Mark Cairns)
- 2002: Im Anfang war der Blick (45 min, Regie: Bady Minck)
- 2002: Die Ganze Nacht (Regie: Mirjam Unger)
- 2006: Toast (Regie: Jessica Hausner)
- 2006: Das gefrorene Meer (auch Koproduzent; Regie: Lukas Miko)

### Fernsehserien
- 1999–2000: 9 Folgen MA 2412
- 2001: Mehrere Folgen von Dolce Vita & Co
- 2019: M – Eine Stadt sucht einen Mörder

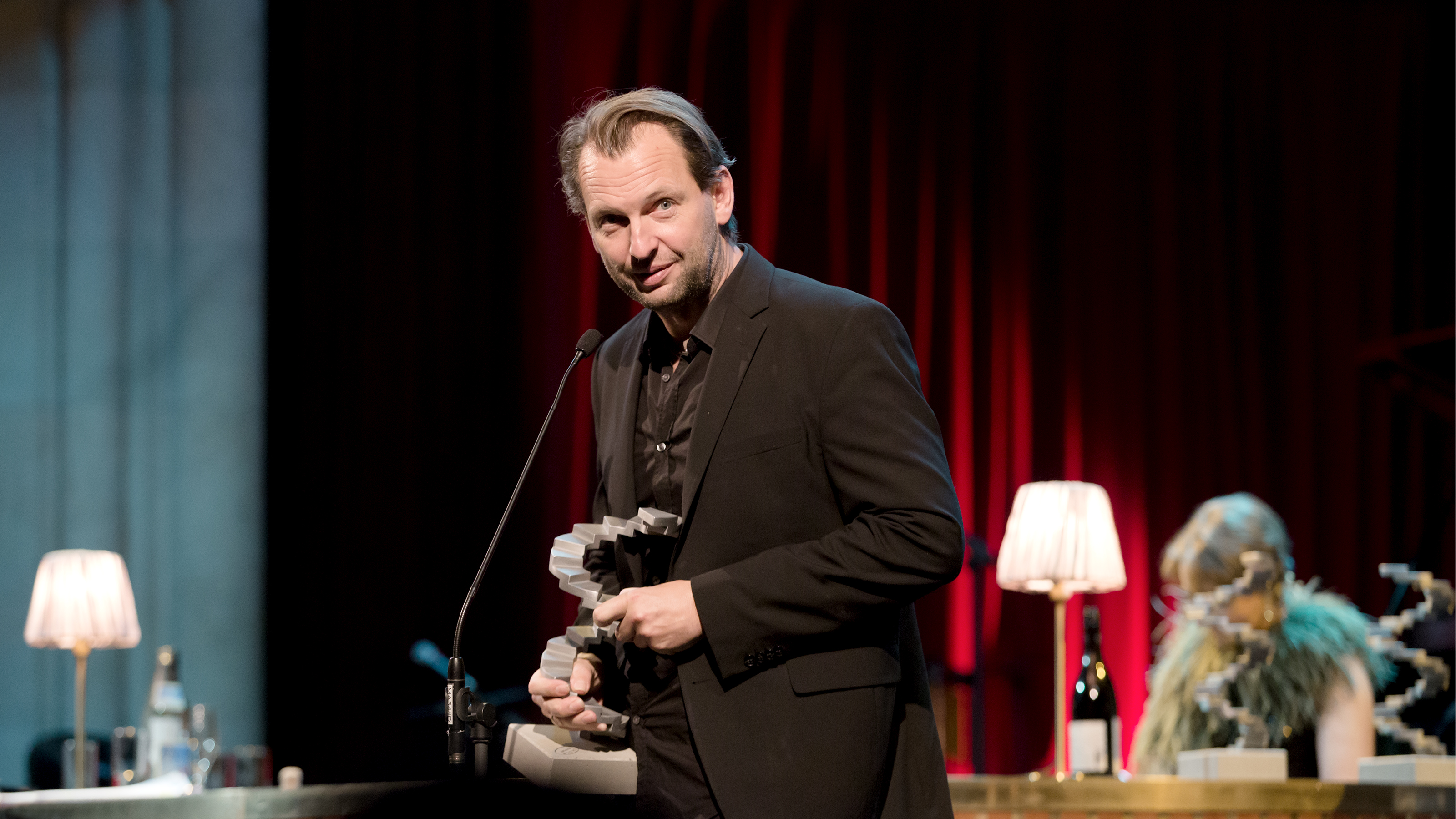
Gschlacht mit dem Österreichischen Filmpreis 2017 (Beste Kamera)

- 2021: Ich und die Anderen
- 2024: Kafka

## Auszeichnungen
- Manaki Brothers Film Festival 2004: Bronze Camera 300 für Hotel
- Diagonale
  - 2006: Diagonale-Preis Beste Kameraarbeit Spielfilm des Verbandes österreichischer Kameraleute für Spiele Leben
  - 2008: Diagonale-Preis Beste Bildgestaltung Spielfilm des Verbandes österreichischer Kameraleute für Revanche
- Romy
  - 2010: Beste Kamera TV-Film für Geliebter Johann Geliebte Anna
  - 2019: Beste Bildgestaltung TV-Fiction für M – Eine Stadt sucht einen Mörder[5]
  - 2021: Beste Kamera Kino für Hochwald und Beste Kamera TV/Stream für Ich und die Anderen[6]
- Österreichischer Filmpreis
  - 2011: Beste Kamera für Women Without Men
  - 2013: Beste Kamera für Grenzgänger
  - 2016: Beste Kamera für Ich seh, Ich seh[7]
  - 2017: Beste Kamera für Stille Reserven
  - 2024: Beste Kamera für Des Teufels Bad[8]
- Buenos Aires International Festival of Independent Cinema 2015: Best cinematography für Ich seh, Ich seh
- Europäischer Filmpreis 2015: Jurypreis – Beste Kamera für Ich seh, Ich seh
- Berlinale 2024 – Silberner Bär – Herausragende künstlerische Leistung (Kamera)
- Internationales Filmfestival von Stockholm 2024: Auszeichnung für die beste Bildgestaltung für Des Teufels Bad[9]